# Паскин, Александр Степанович
Алекса́ндр Степа́нович Паскин (3 января 1847 — 25 декабря 1914) — русский общественный деятель и политик, член Государственной думы от Тверской губернии.

## Биография

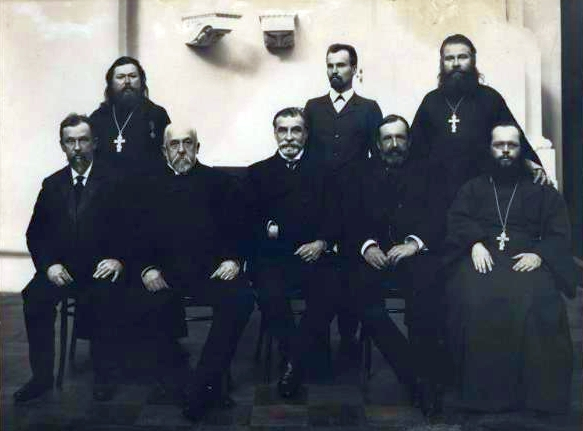
Депутаты Государственной думы III созыва от Тверской губернии. А. С. Паскин — второй справа, сидит.

Православный. Из потомственных дворян Тверской губернии. Землевладелец той же губернии (650 десятин), родовое имение — в селе Шишково-Дуброво Бежецкого уезда.
Окончил уездное училище. Был на военной службе, вышел в отставку в чине капитана.
Начал земскую службу мировым посредником. С 1874 года занимал должности: непременного члена Бежецкого уездного по крестьянским делам присутствия, земского начальника, председателя Тверской губернской земской управы, и предводителя дворянства Бежецкого уезда. Избирался гласным Бежецкого уездного и Тверского губернского земств (с 1871), Тверским губернским предводителем дворянства (1909—1914). Дослужился до чина тайного советника (1914). Состоял почетным попечителем Тверской гимназии.
В 1907 году был избран членом III Государственной думы от Тверской губернии. Входил в русскую национальную фракцию. Состоял членом комиссий: по государственной обороне, о путях сообщения, об изменении законодательства о крестьянах, сельскохозяйственной. Был докладчиком по проверке прав членов и председателем 6-го отдела ГД.
В 1912 году был переизбран в Государственную думу от Тверской губернии. Входил во фракцию русских националистов и умеренно-правых (ФНУП). Состоял председателем комиссии об охоте и членом комиссий: о путях сообщения и по судебным реформам.
Умер в 1914 году.

## Семья
Был женат, имел семеро детей. Жена Анна Дмитриевна (ур.Шишкова) владела имением в Тверской губернии (753 десятины).

## Награды
- Орден Святого Станислава 2-й ст. (1896)
- Орден Святой Анны 2-й ст. (1898)
- Орден Святого Владимира 4-й ст. (1906)
- Орден Святого Владимира 3-й ст. (1912)
- Орден Святого Станислава 1-й ст. (1912)
- Медаль «В память царствования императора Александра III»
- Медаль «В память коронации Императора Николая II»
- Медаль «В память 300-летия царствования дома Романовых» (1913)